# Фер-Айл
Фер-Айл (англ. Fair Isle, давньосканд. Friðarey, шотл. гельська Fara) — острів в північній Шотландії, що розташований приблизно на однаковій відстані між Шетландськими та Оркнейськими островами. Він славиться своєю пташиною обсерваторією і в'язанням в традиційному стилі.

## Історія
Острів Фер-Айл, завдяки багатству риб в навколишніх водах і незважаючи на брак будівельних матеріалів, заселений з бронзової доби.
20 серпня 1588 флагман Непереможної армади El Gran Grifón зазнав аварії, врятувалися 300 моряків і 6 тижнів жили з острів'янами. Залишки корабля знайдені в 1970 році.
19 вересня 1877 біля берегів острова зазнало аварії судно Black Watch.
На горі Ворд-Гілл збереглися залишки радарного поста ВПС Британії часів Другої світової війни, там же знаходяться і уламки розбитого німецького бомбардувальника «Хейнкель-111».
У 1954 році Фер-Айл був придбаний Шотландським фондом Національного спадщини у Джорджа Ватерсона, засновника орнітологічного центру.

## Географія

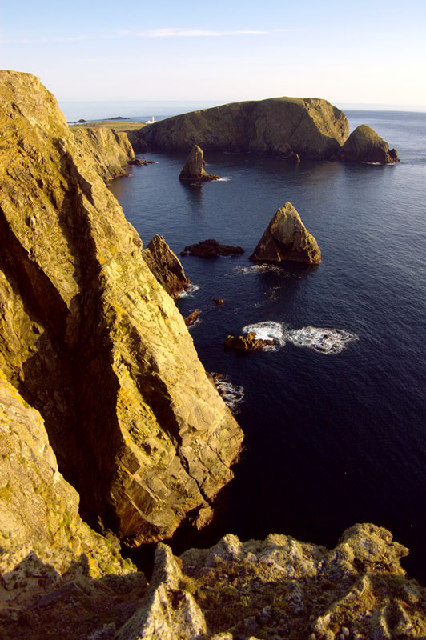
Західні скелі, дивлячись на південний захід на Голову Малькольма.

Острів адміністративно є частиною Шетландських островів, віддалений на 38 км на південь від узбережжя Шотландії, а також 43 км на північний схід від Оркнеїв (Норт-Роналдсей). Має довжину 4,8 км, ширину 2,4 км і площа 7,68 квадратних кілометра. Найвища точка — гора Ворд-Гілл, 217 метрів над рівнем моря.
Північна частина являє собою кам'янисті пустища, порослі вересом. Західний берег складається зі скель висотою до 200 м.
Омивається Північним морем.

## Клімат
У вересні 1978 на острові спостерігався вітер швидкістю 167 кілометрів на годину.

## Населення
Більшість з 68 мешканців живе в хуторах в південній частині острова. У 1900 році населення досягало чотирьох сотень, і з тих пір постійно зменшується.

## Релігія
Лише християнство є формально організованою релігією на Фер-Айл. Є дві церкви, одна методистська, і одна Церква Шотландії (пресвітеріанська). Методистська церква була побудована в 1886 році, а Церква Шотландії — в 1892.

## Економіка

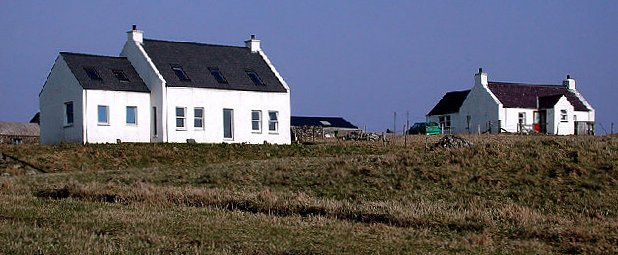
Хутори Фер-Айла

### Традиційний промисел
Фер-Айл знаменитий своїми в'язаними джемперами, складовим джерелом доходу для жінок острова. Чоловіки зайняті в сільському господарстві.

### Енергетика
З 1982 року дві третини енергоспоживання забезпечується вітрогенераторами, а частина, що залишилася — дизель-генератором. Фер-Айл має дві електромережі — загального призначення і обігріву, зі своїми кабельними мережами.

### Комунікації
Острів покривається двома базовими станціями GSM-стандарту (900 МГц) британських операторів стільникового зв'язку Vodafone і Telefónica O2.
Входить до поштового району, якому відповідає код «ZE2».
На ім'я острова названий морський район Метеослужби Великої Британії, що включає води навколо Шетландських і Оркнейських островів.

### Транспорт
Аеропорт острова приймає рейси з Лервіка (Тінгволл) та Самборо (травень-жовтень).
Пором «Good Shepherd IV» ходить в село Грутнесс на мисі Самбір-Гед острова Мейнленд.
Дорожня мережа з'єднує населені райони острова по всій його довжині.

## Освіта
Фер-Айл має початкову школу, з двома класами. Існує повний робочий день в старшого викладача, і частина часу в учителя-асистента. Число учнів змінюється з часом, але, як правило, між 5 і 10. Острів'яни середнього шкільного віку, як правило, навчаються за межами острова, на Шетландських островах, де вони поселяються в гуртожитку, а повертаються на острів під час канікул.

## Орнітологія
Див. Також: Фауна Шотландії
З початку XX століття на острові проводилися спостереження за міграцією перелітних птахів. Орнітологічний центр був відкритий Джорджем Вотерстоном в 1948 році.
Ендемічним для острова є підвид волового очка Troglodytes troglodytes fridariensis.
На острові організовано заказник «Фер-Айл» площею 5,61 квадратних кілометрів. Під охороною: 
- Підвид волового очка Troglodytes troglodytes fridariensis — 37 особин, 100 % популяції (1997 рік).
- Поморник великий
- Гагарка.
- Буревісник кочівний.
- Поморник короткохвостий.
- Мартин трипалий.
- Крячок полярний — 1120 пар, 2,5 % популяції Великої Британії (1993—1997 рік).
- Сула атлантична.
- Кайра тонкодзьоба — 25165 пар, 1,1 % популяції Східної Атлантики (1994 рік).
- Іпатка атлантична
- Баклан чубатий.